# 祁文中
祁文中（1958年—），中華民國交通部常務次長、公務員、工程師。其父親祁達曾在高雄燈塔任職。祁文中擁有國立交通大學交通運輸工程學系學士及交通運輸研究所碩士，1997年成為公務員，曾任臺中市政府交通局局長、交通部路政司司長、交通部航政司司長、交通部航港局局長、交通部運輸研究所所長、臺灣鐵路管理局代理局長、交通部常務次長。